# Gare de Niederkorn
La gare de Niederkorn est une gare ferroviaire luxembourgeoise de la ligne 6f, d'Esch-sur-Alzette à Pétange, située à Niederkorn section de la commune de Differdange, dans le canton d'Esch-sur-Alzette.
Mise en service en 1986, c’est une halte voyageurs de la Société nationale des chemins de fer luxembourgeois (CFL).

## Situation ferroviaire
Établie à 300 mètres d'altitude, la gare de Niederkorn est située au point kilométrique (PK) 3,000 de la ligne 6f, d'Esch-sur-Alzette à Pétange, entre les gares de Pétange et de Differdange.

## Histoire
L'arrêt de Niederkorn est mis en service le 1er juin 1986. Il est de type halte ferroviaire avec deux quais et deux abris.

## Service des voyageurs

### Accueil
Halte CFL, c'est un point d'arrêt non géré avec deux quais et deux abris. Elle est équipée d'un automate pour l'achat de titres de transport.
L'accès aux quais et la traversée des voies s'effectuent en passant sous le pont ferroviaire par la rue Pierre Gansen.

### Desserte
Niederkorn est desservie par des trains Regional-Express (RE) et Regionalbunn (RB) qui exécutent les relations suivantes, :
- Luxembourg - Rodange ;
- Troisvierges - Luxembourg - Rodange.

### Intermodalité
Un parking pour les véhicules (15 places) y est aménagé. La gare est desservie par la ligne 14 du transport intercommunal de personnes dans le canton d'Esch-sur-Alzette ainsi que par la ligne 1 du réseau communal Diffbus.